# Formica gerardi
Formica gerardi är en myrart som beskrevs av Jean Bondroit 1917. Formica gerardi ingår i släktet Formica och familjen myror. Inga underarter finns listade i Catalogue of Life.